# Castelo de Siguença

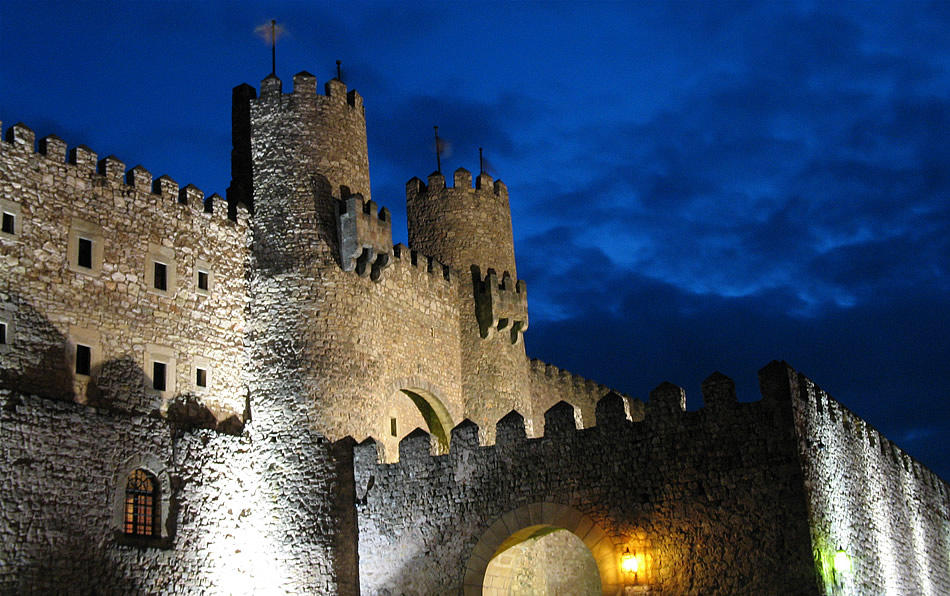
Castelo de Siguença

O Castelo de Siguença localiza-se no município de Siguença, província de Guadalajara, comunidade autónoma de Castela-Mancha, Espanha. É um palácio-fortaleza erguido no primeiro quartel do século XII.